# RS-833
Pour les articles homonymes, voir Route 833.

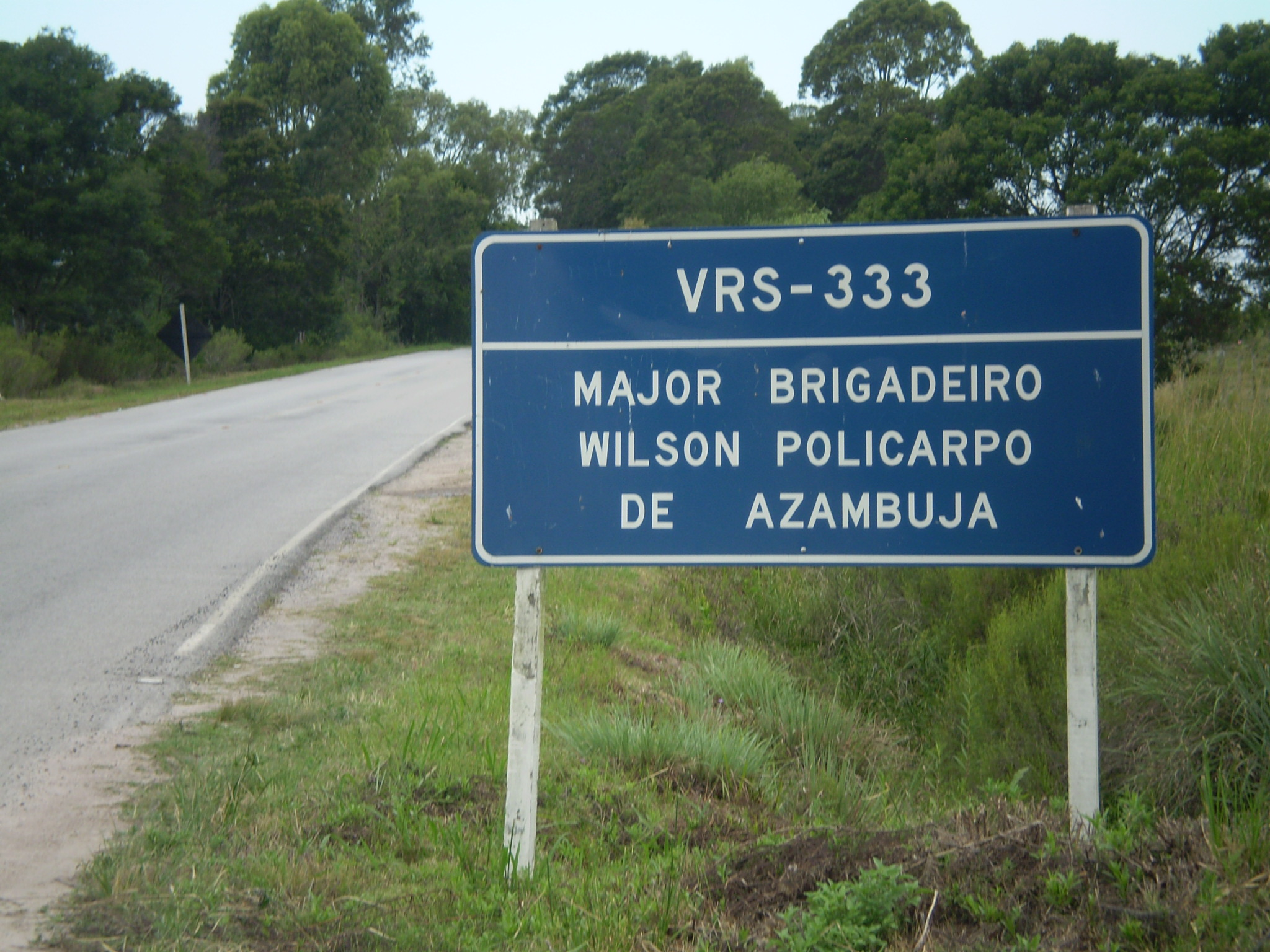
Paysage autour de la RS-833.

La RS-833 est une route locale de l'État du Rio Grande do Sul au Brésil, qui part de la BR-471, et s'étend sur 15,420 km jusqu'à la plage d'Hermenegildo, le tout sur la commune de Santa Vitória do Palmar, et est dénommée route Brigadier Wilson Policarpo de Azambuja. Elle traverse l'Arroio Chuí au début de son parcours (qui porte le nom d'Arroio Ponfilio, à cet endroit).